# Cyanoramphus auriceps
El perico maorí cabecigualdo (Cyanoramphus auriceps) es una especie de ave psitaciforme de la familia Psittaculidae. Se distribuye a través de las tres principales islas de Nueva Zelanda, la isla Norte, la isla del Sur y la isla Stewart, así como en las islas Auckland. Su población ha disminuido debido a la depredación que sufre por parte de especies introducidas como los armiños, aunque a diferencia del perico maorí cabecirrojo (Cyanoramphus novaezelandiae) no se ha extinguido en las islas principales de Nueva Zelanda.